# 蔡元生
蔡 元生（Winson Tsai、1969年3月3日 - ）は、台湾の高雄市楠梓区在住のアマチュア天文家、天体写真家。

## 経歴
1975年に永清国民小学校に就学後、大義国民中学校、中正国防幹部予備学校、台湾海軍軍官学校を卒業、1985年のハレー彗星の再帰から天体観測の趣味を始めた。2002年に高雄市に観測ドームを建設した。
2005年1月、蔡と屏東県恒春鎮の呂科智は100坪の土地を自費で借り、新天体捜索のための民間天文台を建設した。天文台は40cm口径の反射望遠鏡を設置して同年10月22日にオープンした。この天文台は台湾で国際天文学連合の正式認可を受けた2つの天文台のうちの1つとなった（もう1つは国立中央大学の鹿林天文台）。天文台は2005年末までに認可を受け、2006年末に解体された。2010年には高雄市梅峰に民間天文台を建設した。
日本の天文雑誌にも天体写真を投稿しており、1999年にはスカイウォッチャー誌に土星、2001年には天文ガイド誌に火星の銀塩写真が掲載、2003年には土星のデジタル写真が天文ガイド2003年3月号の最優秀作品に選ばれている。

## 家族
妻と2人の娘がいる。

## 新天体発見

### SOHO彗星
2004年9月23日早朝、SOHO 838（C/2004 S3）を発見し、台湾初のSOHO彗星発見者となった。また2005年1月3日にはSOHO-897（C/2005 A2）を発見している。

### 超新星
2006年7月18日から19日にかけて、みなみのうお座の銀河 PGC70011 付近で16.1等の超新星を発見した（19日には15.6等まで増光）。7月21日には国際天文学連合から正式に SN2006ds の名称が付けられ、台湾で初めて超新星を発見したアマチュア天文家となった。

### 小惑星
2008年末、国立中央大学天文研究所の黄崇源教授と共に鹿林天文台のSLT 40望遠鏡での観測を申請し、2009年上半期に2度の観測時間を獲得した。1度目の3月16日から3月31日までの期間に60以上の未知の小惑星を発見した。追従観測の結果、13個の小惑星が小惑星センターに認証され、仮符号が付けられた。そのうちの小惑星215080に関して中央大学と蔡の観測チームが命名権を取得し、8月7日に小惑星「高雄 (Kaohsiung) 」と命名された。
2011年7月には小惑星257248番に「周杰倫 (Chouchiehlun) 」と命名している。